# Micratemnus pusillus
Micratemnus pusillus es una especie de arácnido del orden Pseudoscorpionida de la familia Atemnidae.

## Distribución geográfica
Se encuentra en Ghana y en Santo Tomé y Príncipe.